# Full likvid
Full likvid är en amerikansk dramafilm från 1950 i regi av William Dieterle. Lizabeth Scott i en av filmens huvudroller spelade vanligtvis tuffa gangsterbrudar, men gör här en helt annan roll som uppoffrande storasyster, som i slutändan betalar det högsta priset för sin syster, spelad av Diana Lynn.

## Rollista
- Robert Cummings - Bill Prentice
- Lizabeth Scott - Jane Langley
- Diana Lynn - Nancy Langley
- Eve Arden - Tommy Thompson
- Ray Collins - Dr. Fredericks
- Frank McHugh - Ben, bartender
- Stanley Ridges - Dr. Winston
- Louis Jean Heydt - Dr. Carter
- Kasey Rogers - Tina